# Døde i 1983
Døde i 1983  er en liste over notable personer, der er afgået ved døden i 1983 . 

## Januar
| - Günter Menges - George Cukor - Billy Fury - Frank Forde - Alan Gordon Cunningham |

- 7. januar – Rudolf Wolters, tysk arkitekt og byplanlægger (født 1903).
- 10. januar – Günter Menges, tysk professor (født 1929).
- 11. januar – Nikolaj Podgornyj, sovjetisk præsident (født 1903).
- 12. januar – Joseph Rampal, fransk fløjtenist (født 1895).
- 12. januar – Einar Nørby, dansk operasanger (født 1896).
- 13. januar – Otto Busch, dansk hockeyspiller (født 1904).
- 15. januar – Signe Toksvig, dansk forfatter (født 1891).
- 15. januar – Maxwell Eley, engelsk roer (født 1902).
- 15. januar - Meyer Lansky, russiskfødt amerikansk gangster (født 1902)
- 19. januar – Robert Carson, amerikansk forfatter (født 1909).
- 20. januar – Manoel Francisco Dos Santos, brasiliansk fodboldspiller kaldet Garrincha (født 1933).
- 24. januar – George Cukor, amerikansk filminstruktør (født 1899).
- 24. januar – Juan Carlos Zabala, argentinsk atlet (født 1911).
- 27. januar – Georges Bidault, fransk ministerpræsident (født 1899).
- 27. januar – Louis de Funès, fransk skuespiller (født 1914).
- 28. januar – Frank Forde, australsk premierminister (født 1890).
- 28. januar – Billy Fury, engelsk sanger (født 1940).
- 28. januar – Claude Papi, fransk fodboldspiller (født 1949).
- 30. januar – Alan Gordon Cunningham, britisk general og højkommisær i Palæstina (født 1887).
- 30. januar – Emilio Polli, italiensk svømmer (født 1901).
- 30. januar – Christian Christoffersen Bro, dansk officer og modstandsmand (født 1908).

## Februar
| - Karen Carpenter - Eubie Blake - Waldeck Rochet - Adrian Boult - Tennessee Williams |

- 2. februar – Tage Schultz, dansk hockeyspiller (født 1916).
- 3. februar – Gustav Joachim Wedell-Wedellsborg, dansk baron og forretningsmand (født 1905).
- 4. februar – Karen Carpenter, amerikansk sanger (født 1950).
- 5. februar – Peter H. Jackson, engelsk roer (født 1912).
- 7. februar – Alfonso Calzolari, italiensk cykelrytter (født 1887).
- 7. februar – Poul Ifversen, dansk programchef på Danmarks Radio (født 1934).
- 10. februar – Elith Pio, dansk skuespiller (født 1887).
- 12. februar – Eubie Blake, amerikansk pianist og komponist (født 1887).
- 12. februar – Jan Klaassens, hollandsk fodboldspiller (født 1931).
- 16. februar – Ivan Salto, dansk journalist (født 1922).
- 17. februar – Waldeck Rochet, fransk politiker (født 1905).
- 20. februar – Stan Wicks, engelsk fodboldspiller (født 1928).
- 22. februar – Adrian Boult, engelsk dirigent (født 1889).
- 22. februar – Paolo Pedretti, italiensk cykelrytter (født 1906).
- 22. februar – Romain Maes, belgisk cykelrytter (født 1912).
- 25. februar – Tennessee Williams, amerikansk forfatter (født 1911).
- 28. februar – Winifred Atwell, pianist fra Trinidad og Tobago (født 1910 eller 1914).
- 28. februar – Jan Birkelund, norsk fodboldspiller (født 1950).

## Marts
| - Arthur Koestler - Hergé - Rebecca West - Umberto 2. af Italien |

- 1. marts – Arthur Koestler, ungarsk-født britisk polyhistor (født 1905).
- 1. marts – Erik Skinhøj, dansk dr.med og professor (født 1918).
- 3. marts – Karl Stenersen, norsk arkitekt (født 1899).
- 3. marts – Hergé, belgisk tegneserieforfatter og -tegner (født 1907).
- 6. marts – Donald Maclean, britisk spion og dobbeltagent (født 1913).
- 7. marts – Lutz Eigendorf, tysk fodboldspiller (født 1956).
- 8. marts – William Walton, britisk komponist (født 1902).
- 13. marts – Louison Bobet, fransk cykelrytter (født 1925).
- 14. marts – Harald Laderstoff Nielsen, dansk bokser (født 1902).
- 15. marts – Rebecca West, engelsk forfatter (født 1892).
- 15. marts – Tyge W. Böcher, dansk botaniker og professor (født 1909).
- 16. marts – Bohumil Durdis, tjekkoslovakisk vægtløfter (født 1903).
- 17. marts – Mogens Zieler, dansk maler og tegner (født 1905).
- 18. marts – Henryk Budziński, polsk roer (født 1904).
- 18. marts – Umberto 2. af Italien, italiensk konge (født 1904).
- 19. marts – Harry Sofus Nielsen, dansk tegner (født 1896).
- 20. marts – Woldhardt Madsen, dansk bogmester (født 1902).
- 20. marts – J.H. Johansen, dansk officer (født 1909).
- 21. marts – Arne Bang, dansk billedhugger og keramiker (født 1901).
- 23. marts – Barney Clark, amerikansk mand, den første patient som modtog et kunstigt hjerte (født 1921).
- 24. marts – Hans Magle, dansk sognepræst og modstandsmand (født 1891).
- 24. marts – Asmund Rostrup, dansk skuespiller og instruktør (født 1915).
- 26. marts – Anthony Blunt, britisk kunsthistoriker og spion (født 1907).
- 26. marts – Eva Hemmer Hansen, dansk journalist og forfatter (født 1913).
- 27. marts – Jānis Ivanovs, sovjetisk-lettisk komponist (født 1906).
- 27. marts – Ole Kiilerich, dansk journalist, redaktør og modstandsmand (født 1907).
- 27. marts – Arnold van Wyk, sydafrikansk komponist og pianist (født 1916).
- 30. marts – Pál Kadosa, ungarsk pianist, komponist og lærer (født 1903).
- 30. marts – Gunnar Bigum, dansk skuespiller (født 1914).
- 31. marts – Howard Hayes Scullard, britisk historiker (født  1903).

## April
| - Gloria Swanson - Sigurd Björling - Elisabeth Lutyens - Earl Hines - George Balanchine |

- 4. april – Gloria Swanson, amerikansk skuespiller (født 1899).
- 6. april – William H. Tunner, amerikansk generalløjtnant (født 1906).
- 9. april – Gregers Juel, dansk godsejer (født 1896).
- 8. april – Gudrun Ingeborg Agnete Johansen, dansk frihedskæmper (født 1905).
- 8. april – Ellinor Bro Larsen, dansk zoolog og professor (født 1906).
- 8. april – Sigurd Björling, svensk operasanger (født 1907).
- 10. april – Sigvard Munk, dansk overborgmester (født 1891).
- 10. april – Sebastian Earl, britisk roer (født 1900).
- 12. april – Jørgen Juve, norsk fodboldspiller og -træner (født 1906).
- 12. april – Desmond Bagley, engelsk journalist og forfatter (født 1923).
- 13. april – Gerry Hitchens, engelsk fodboldspiller (født 1934).
- 14. april – Elisabeth Lutyens, engelsk komponist (født 1906).
- 15. april – Aage Lundvald, dansk tegner og komponist (født 1908).
- 15. april – Jørgen Ifversen, dansk tv-vært og underholdningschef (født 1934).
- 17. april – Anne Marie Telmányi, dansk maler (født 1893).
- 20. april – Pedro Quartucci, argentinsk bokser (født 1905).
- 22. april – Earl Hines, amerikansk pianist, komponist og orkesterleder (født 1903).
- 23. april – Finn Salomonsen, dansk ornitolog (født 1909).
- 30. april – George Balanchine, russisk-amerikansk danser og koreograf (født 1904).
- 30. april – Muddy Waters, amerikansk guitarist og sanger (født 1913).

## Maj
| - Katharine St. George - Pridi Banomyong - Kai Winding - Marie Auguste af Anhalt - Jack Dempsey |

- 2. maj – Katharine St. George, amerikansk politiker (født 1894).
- 2. maj – Pridi Banomyong, thailandsk jurist og politiker (født 1900).
- 3. maj – Armando José Fernandes, portugisisk komponist, pianist og lærer (født 1906).
- 6. maj – Kai Winding, danskfødt amerikansk trombonist og jazzkomponist (født 1922).
- 7. maj – John Masters, britisk forfatter (født 1914).
- 8. maj – John Fante, amerikansk forfatter (født 1909).
- 9. maj – Ib Lunding, dansk arkitekt (født 1895).
- 11. maj – Claus Ahlefeldt-Laurvig, dansk greve og modstandsmand (født 1909).
- 19. maj – Jean Rey, belgisk formand for EF-Kommissionen (født 1902).
- 19. maj – Carlheinz Neumann, tysk roer (født 1905).
- 20. maj – Clara Østø, dansk skuespiller (født 1911).
- 22. maj – Marie Auguste af Anhalt, tysk prinsesse (født 1898).
- 25. maj – Idris 1. af Libyen, libysk konge (født 1890).
- 27. maj – Johann Houschka, østrigsk håndboldspiller (født 1914).
- 28. maj – Peder Christian Gjelstrup, dansk forstander (født  1888).
- 30. maj – Benna Moe, dansk organist, sanger og komponist (født 1897).
- 30. maj – Christian Astrup, norsk økonom og politiker (født 1909).
- 31. maj – Jack Dempsey, amerikansk bokser (født 1895).

## Juni
| - Karl af Flandern - Norma Shearer - Marianne Brandt - Alberto Ginastera - Sture Pettersson |

- 1. juni – Karl af Flandern, belgisk prinsregent og kunstmaler (født  1903).
- 2. juni – Stan Rogers, canadisk musiker (født 1949).
- 5. juni – Stanley Stanyar, canadisk roer (født 1905).
- 8. juni – Svend Pri, dansk badmintonspiller (født 1946).
- 10. juni – Oluf Eie, dansk missionær (født 1896).
- 10. juni – Franco Trincavelli, italiensk roer (født 1935).
- 12. juni – Norma Shearer, canadisk-amerikansk skuespiller og model (født 1902).
- 16. juni - Aina Lucia Wifalk, svensk sygehjælper og opfinder (født 1928).
- 17. juni – Peter Mennin, amerikansk komponist (født 1923).
- 18. juni – Marianne Brandt, tysk industriel designer (født 1893).
- 21. juni – Boris Ulrich, kroatisk pianist, komponist og dirigent (født 1931).
- 23. juni – Giovanni Plazzer, italiensk roer (født 1909).
- 23. juni – Osvaldo Dórticos Torrado, cubansk præsident (født 1919).
- 25. juni – Alberto Ginastera, argentinsk komponist og professor (født 1916).
- 26. juni – Sture Pettersson, svensk cykelrytter (født 1942).
- 27. juni – Vince Gallagher, amerikansk roer (født 1899).

## Juli
| - Herman Kahn - Alf Cock-Clausen - Charlie Rivel - David Niven - Lynn Fontanne |

- 1. juli – Peter Larsen, dansk oberleutnant og medlem af det tyske mindretals ledelse (født 1892).
- 1. juli – Buckminster Fuller, amerikansk arkitekt, professor, opfinder og forfatter (født 1895).
- 1. juli – Erich Juskowiak, tysk fodboldspiller (født 1926).
- 4. juli – John Bodkin Adams, engelsk læge mistænkt for seriemord (født 1899).
- 5. juli – Václav Trojan, tjekkisk organist, komponist, dirigent og lærer (født 1907).
- 5. juli – Harry James, amerikansk trompetist og orkesterleder (født 1916).
- 7. juli – Rudolf Andersen, dansk gymnast (født 1899).
- 7. juli – Søren Hjorth Nielsen, dansk maler og grafiker (født 1901).
- 7. juli – Adalberts Bubenko, lettisk kapgænger (født 1910).
- 7. juli – Herman Kahn, amerikansk fysiker og militæranalytiker (født 1922).
- 8. juli – Sven Asbjørn Holten, dansk politimester (født 1902).
- 9. juli – Sven Jacobsson, svensk fodboldspiller (født 1914).
- 10. juli – Alf Cock-Clausen, dansk arkitekt (født 1886).
- 11. juli – Poul Vissing, dansk forsikringsdirektør (født 1909).
- 11. juli – Ross Macdonald, amerikansk-canadisk forfatter (født 1915).
- 15. juli – Fritz Ketz, tysk maler og grafiker (født 1903).
- 16. juli – Otto Mørkholm, dansk historiker og numismatiker (født 1930).
- 16. juli – Michel Micombero, burundisk officer og præsident (født 1940).
- 18. juli – Salo Flohr, tjekkisk-sovjetisk skakspiller og -skribent (født 1908).
- 23. juli – Georges Auric, fransk komponist (født 1899).
- 26. juli – Charlie Rivel, spansk cirkusklovn (født 1896).
- 29. juli – Raymond Massey, canadisk-amerikansk skuespiller (født 1896).
- 29. juli – Luis Buñuel, spansk filminstruktør (født 1900).
- 29. juli – Manuel Ferreira, argentinsk fodboldspiller og -træner (født 1905).
- 29. juli – Carlo Orlandi, italiensk bokser (født 1910).
- 29. juli – David Niven, engelsk skuespiller (født 1910).
- 30. juli – Lynn Fontanne, britiskfødt amerikansk skuespiller (født 1887).

## August
| - Carolyn Jones - Miquel Crusafont i Pairó - Benigno Aquino, Jr. - Pentti Saarikoski |

- 2. august – James Jamerson, amerikansk bassist (født 1936).
- 3. august – Helge Bonnén, dansk pianist, komponist og musikpolitiker (født 1896).
- 3. august – Carolyn Jones, amerikansk skuespiller (født 1930).
- 4. august – Niels Banke, dansk nationaløkonom og medlem af Danmarks Frihedsråd (født 1907).
- 7. august – Nicolai Branzeu, rumænsk komponist, dirigent og professor (født 1907).
- 12. august – Theodor Burchardi, tysk admiral (født 1892).
- 12. august – Artemio Franchi, italiensk fodboldleder (født 1922).
- 14. august – Alfred Rust, tysk arkæolog (født 1900).
- 15. august – Miquel Crusafont i Pairó, catalansk palæontolog (født 1910).
- 17. august – Ira Gershwin, amerikansk forfatter og sangskriver (født 1896).
- 21. august – Benigno Aquino, Jr., filippinsk oppositionsleder (født 1932).
- 24. august – Arkadij Filipenko, sovjetisk-ukrainsk komponist og guitarist (født 1912).
- 24. august – Pentti Saarikoski, finsk digter og oversætter (født 1937).
- 25. august – Kirstine Fiil, dansk modstandskvinde (født 1918).
- 27. august – Svend O. Hansen, dansk landsretssagfører og idrætspolitiker (født 1925).
- 31. august – Martin Clausager, dansk overlæge (født 1900).
- 31. august – Derrick Sullivan, walisisk fodboldspiller (født 1930).

## September
| - Ivan Ilitjov - Felix Bloch - John Vorster - Birgit Tengroth - Leopold 3. af Belgien |

- 2. september – Ivan Ilitjov, sovjetisk efterretningsofficer og ambassadør (født 1905).
- 8. september – Georg Galster, dansk numismatiker og historiker (født 1889).
- 8. september – Antonin Magne, fransk cykelrytter (født 1904).
- 9. september – Luis Monti, argentinsk-italiensk fodboldspiller og –træner (født 1901).
- 10. september – Felix Bloch, schweizisk-amerikansk fysiker og nobelprismodtager (født 1905).
- 10. september – John Vorster, sydafrikansk præsident (født 1915).
- 10. september – Jon Brower Minnoch, amerikansk mand, der blev optaget i Guinness Rekordbog som verdens tungeste mand (født 1941).
- 16. september – Victor B. Strand, dansk grosserer (født 1898).
- 21. september – Birgit Tengroth, svensk skuespiller og forfatter (født 1915).
- 24. september – Lis Møller, dansk journalist og politiker (født 1918).
- 25. september – Leopold 3. af Belgien, belgisk konge (født 1901).
- 27. september – Axel Petersen (1902-1983), dansk atlet (født 1902).
- 27. september – Gunnar Thoroddsen, islandsk statsminister (født 1910).
- 29. september – Edvīns Bietags, lettisk bryder (født 1908).

## Oktober
| - Joan Hackett - Ralph Richardson - Raymond Aron - Alfred Tarski - Sten Broman |

- 3. oktober – Erico Lund, dansk gøgler og tryllekunstner (født 1933).
- 4. oktober – Juan López Fontana, uruguayansk fodboldtræner (født 1908).
- 5. oktober – Earl Tupper, amerikansk opfinder af Tupperware (født 1907).
- 5. oktober – Peter Kitter, dansk skuespiller og parodist (født 1915).
- 8. oktober – Joan Hackett, amerikansk skuespiller (født 1934).
- 10. oktober – Ralph Richardson, engelsk skuespiller (født 1902).
- 12. oktober – Víctor Trossero, argentinsk fodboldspiller (født 1953).
- 15. oktober – James Workman, amerikansk roer (født 1908).
- 17. oktober – Raymond Aron, fransk filosof og journalist (født 1905).
- 24. oktober – Rolf Fäs, schweizisk håndboldspiller (født 1916).
- 26. oktober – Alfred Tarski, polsk-amerikansk matematiker og logiker (født 1901).
- 28. oktober – Otto Messmer, amerikansk tegner og animator (født 1892).
- 29. oktober – Sten Broman, svensk komponist og skribent (født 1902).

## November
| - Germaine Tailleferre - Shizo Kanakuri - Marc Bernard - Dora Gabe - Aage Remfeldt |

- 1. november – Anthony van Hoboken, nederlandsk musikolog og musiksamler (født 1887).
- 1. november – Peter Horn, dansk jagerpilot (født 1915).
- 3. november – May Picqueray, fransk forfatter og modstandskæmper (født 1898).
- 4. november – Henrik V. Ringsted, dansk journalist og forfatter (født 1907).
- 7. november – Germaine Tailleferre, fransk komponist (født 1892).
- 7. november – Umberto Mozzoni, argentinsk kardinal (født 1904).
- 8. november – James Hayden, amerikansk skuespiller (født 1953).
- 10. november – Carl Erik Soya, dansk forfatter (født 1896).
- 13. november – Shizo Kanakuri, japansk maratonløber (født 1891).
- 14. november – Hans Qvist, dansk vittighedstegner (født  1922).
- 15. november – Dora Gabe, bulgarsk digter (født 1888).
- 15. november – Marc Bernard, fransk forfatter (født 1900).
- 23. november – Poul Hjermind, dansk højesteretssagfører og politiker (født 1910).
- 24. november – Ernst Wedell-Wedellsborg, dansk baron, arkitekt og yachtkonstruktør (født 1901).
- 25. november – Arne Skovhus, dansk skuespiller og teaterdirektør (født 1932).
- 26. november – Johan Holger Jensen, dansk bokser (født  1898).
- 29. november – Aage Remfeldt, dansk fotograf (født 1889).
- 30. november – Hans Jensen, dansk atlet (født 1903).

## December
| - Fifi D'Orsay - Lucienne Boyer - Neil Ritchie - Joan Miró - Dennis Wilson |

- 2. december – Fifi D'Orsay, canadisk skuespillerinde (født 1904).
- 5. december – Robert Aldrich, amerikansk filminstruktør og producent (født 1918).
- 6. december – Lucienne Boyer, fransk sangerinde (født 1901).
- 8. december – Maritta Marke, svensk skuespiller og sanger (født 1905).
- 11. december – Neil Ritchie, britisk general (født 1897).
- 14. december – Bjarne Pettersen, norsk gymnast (født 1891).
- 18. december – Eigil Wolff, dansk officer (født 1914).
- 25. december – Joan Miró, spansk kunstner (født 1893).
- 26. december – Ellen Malberg, dansk skuespiller og teaterpædagog (født 1907).
- 27. december – William Demarest, amerikansk skuespiller (født 1892).
- 27. december – Spartaco Rossi, brasiliansk fløjtenist, komponist og dirigent (født 1910).
- 28. december – Dennis Wilson, amerikansk musiker (født 1944).
- 30. december – Henning Moldenhawer, dansk arkitekt og designer (født 1914).

## Ukendt dødsdato
| - Bernhard Arp Sindberg |

- Adolf Nilsen, norsk roer (født 1895).
- Hermann Andersen, dansk atlet (født 1903).
- Sven Salicath, russisk-født dansk politiker (født 1905).
- Gudrun Johansen, dansk frihedskæmper (født 1905).
- Willy Johannsen, tysk-dansk knallertfabrikant (født 1910).
- Bernhard Arp Sindberg, dansk rejsende (født 1911).
- José Villanueva, filippinsk bokser (født 1913).